# Chappuisius singeri
Chappuisius singeri is een eenoogkreeftjessoort uit de familie van de Chappuisiidae. De wetenschappelijke naam van de soort is voor het eerst geldig gepubliceerd in 1940 door Chappuis.